# 绍姆洛韦切
绍姆洛韦切，是匈牙利维斯普雷姆州所辖的一个村，总面积4.93平方公里，总人口107，人口密度21.7人/平方公里（2010年1月1日）。